# Prueba de choque

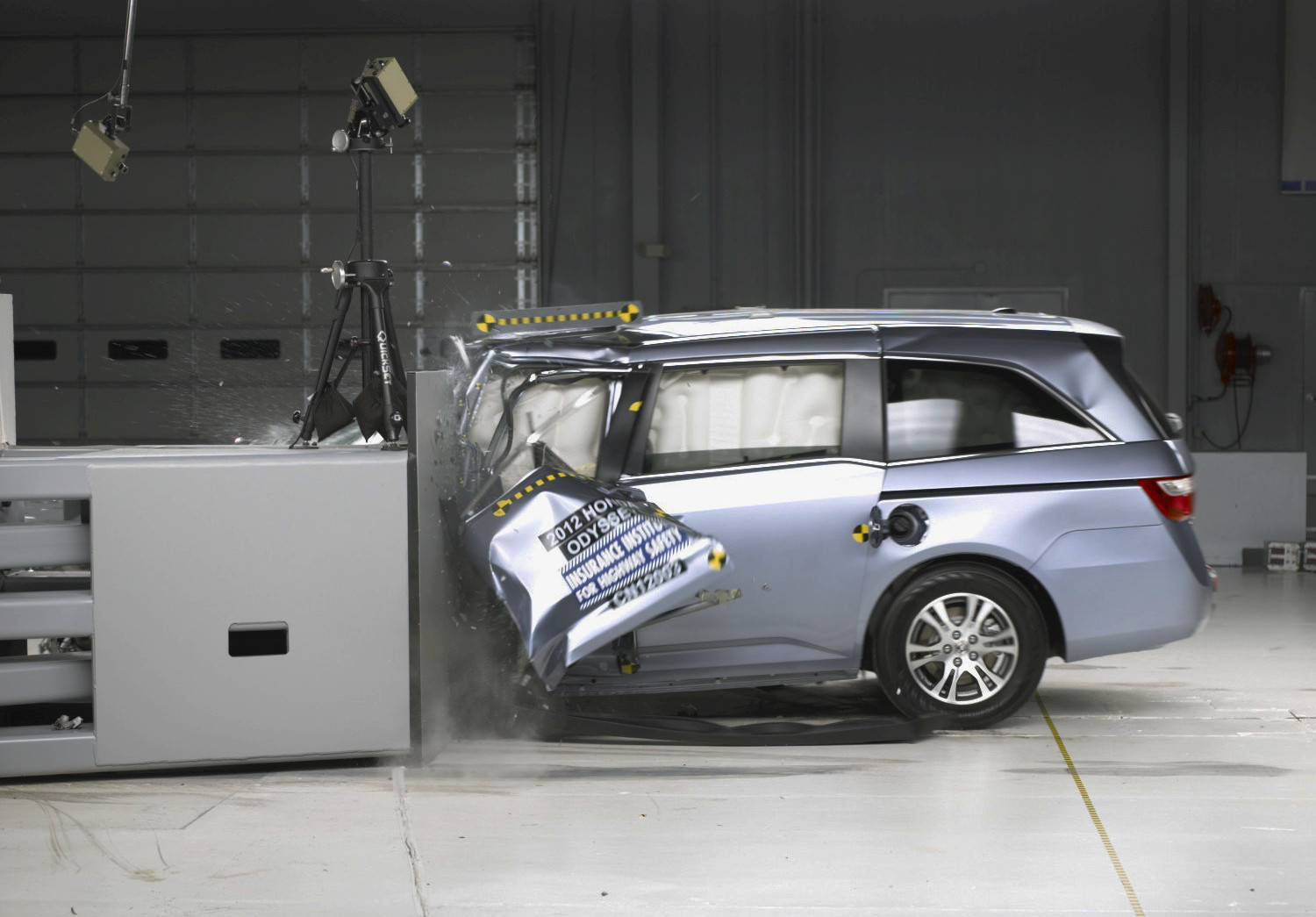
Prueba de choque frontal de pequeña superposición de una Honda Odyssey 2012.

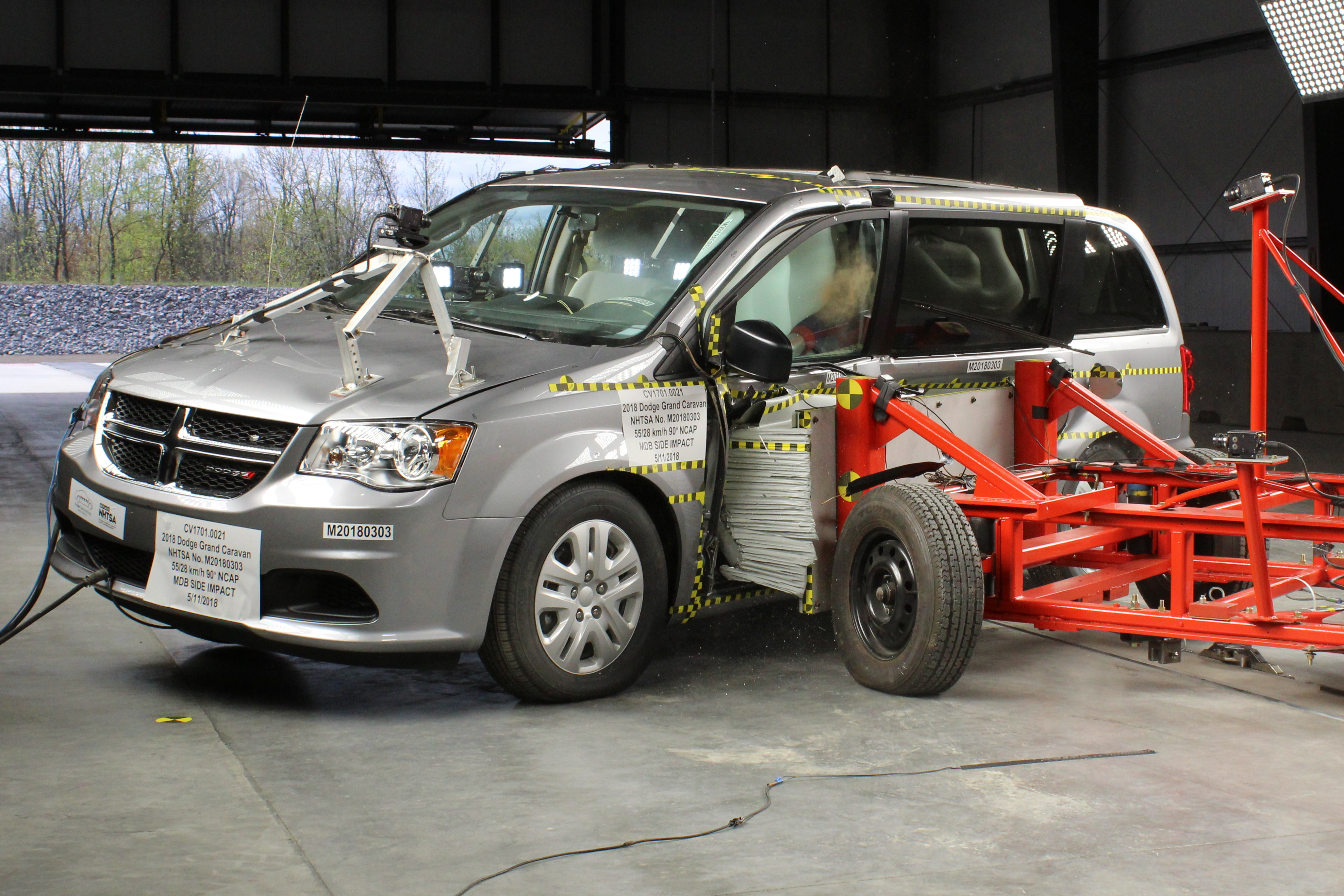
2018 Dodge Grand Caravan golpeado por una barrera deformable móvil a 62 km / h.

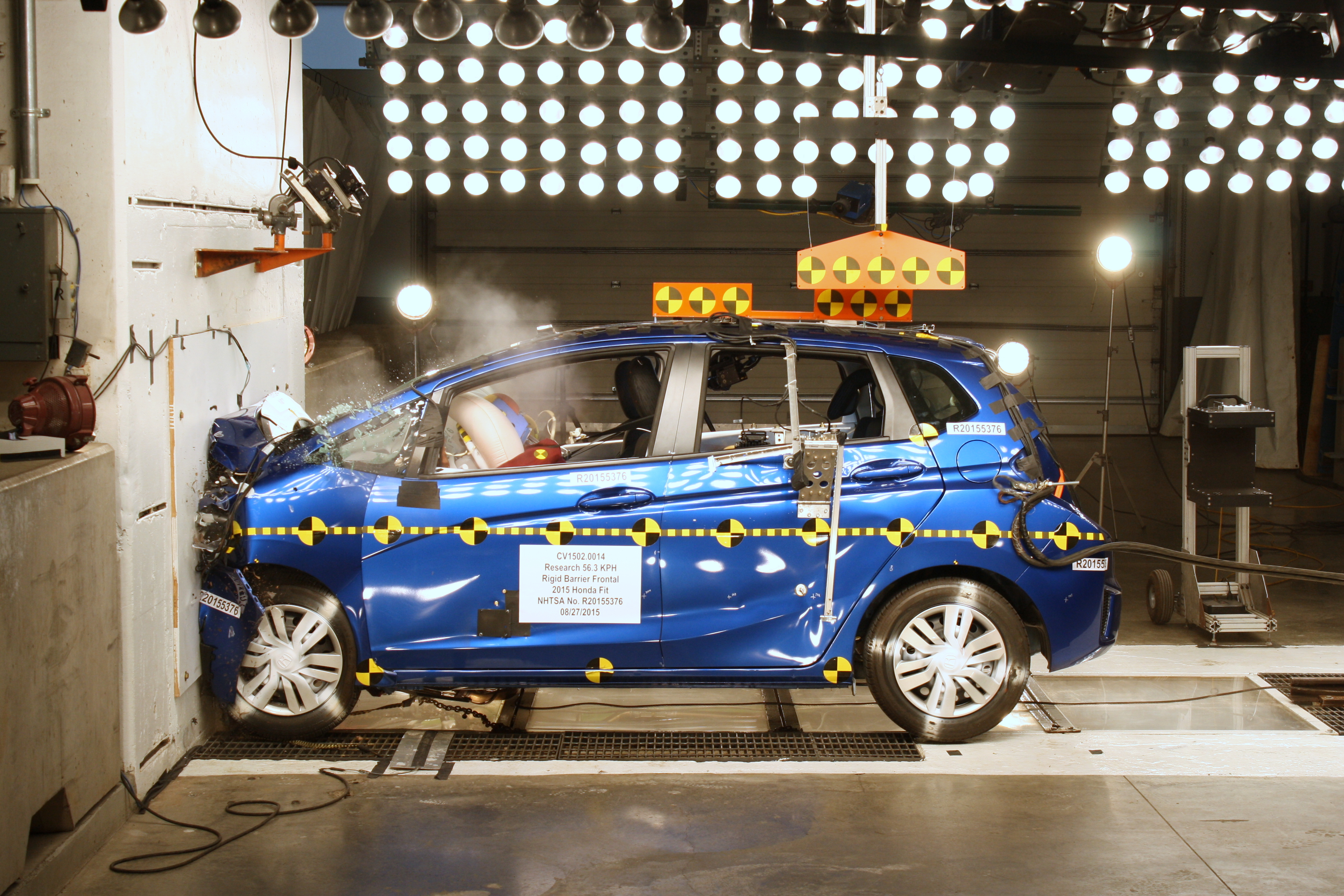
Honda Fit 2016 chocando de frente contra una pared a 56 km / h.

Prueba de choque oblicuo del lado del conductor de una Honda Ridgeline 2017.

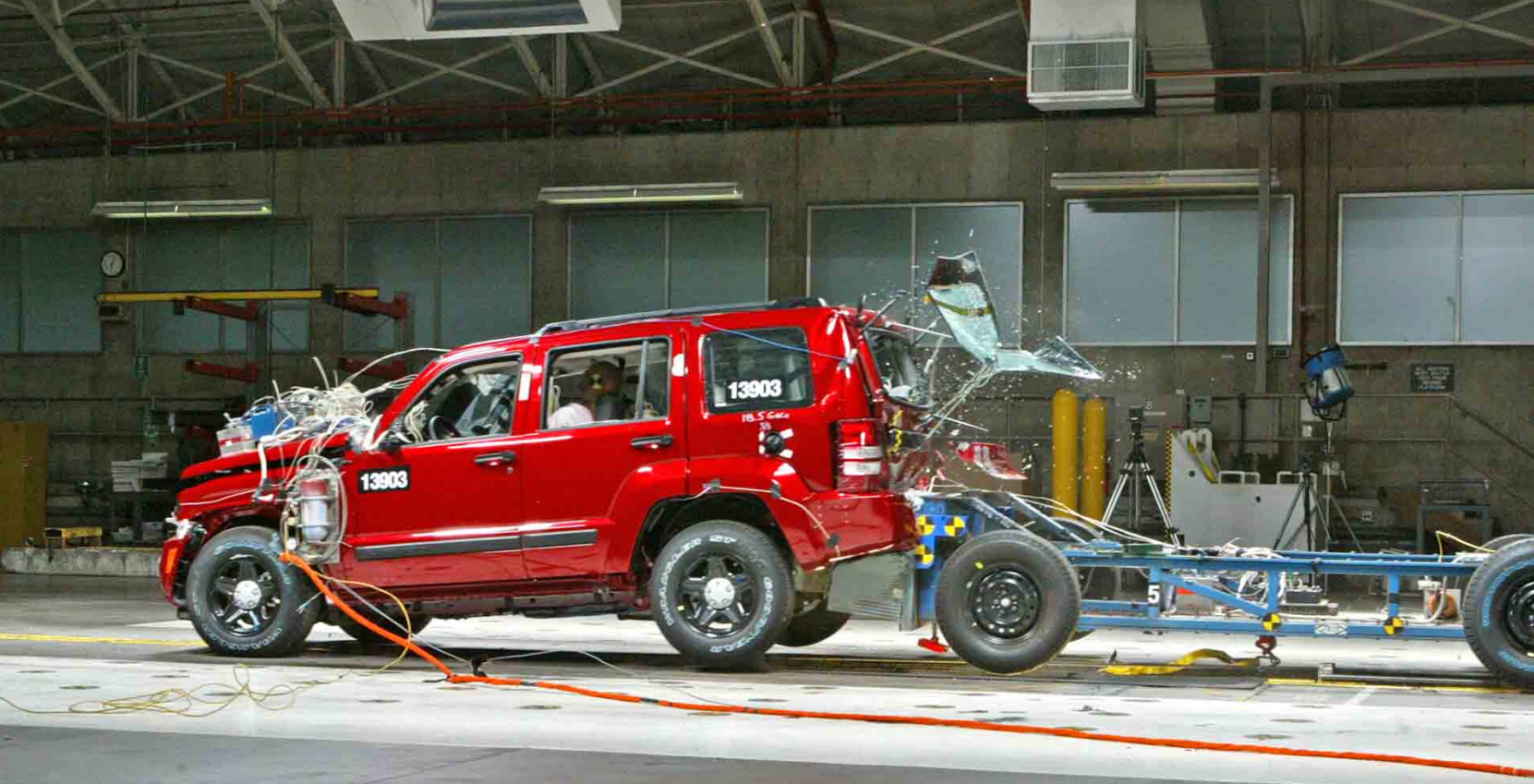
Jeep Liberty se somete a pruebas de impacto de rutina en Chrysler's Proving Grounds

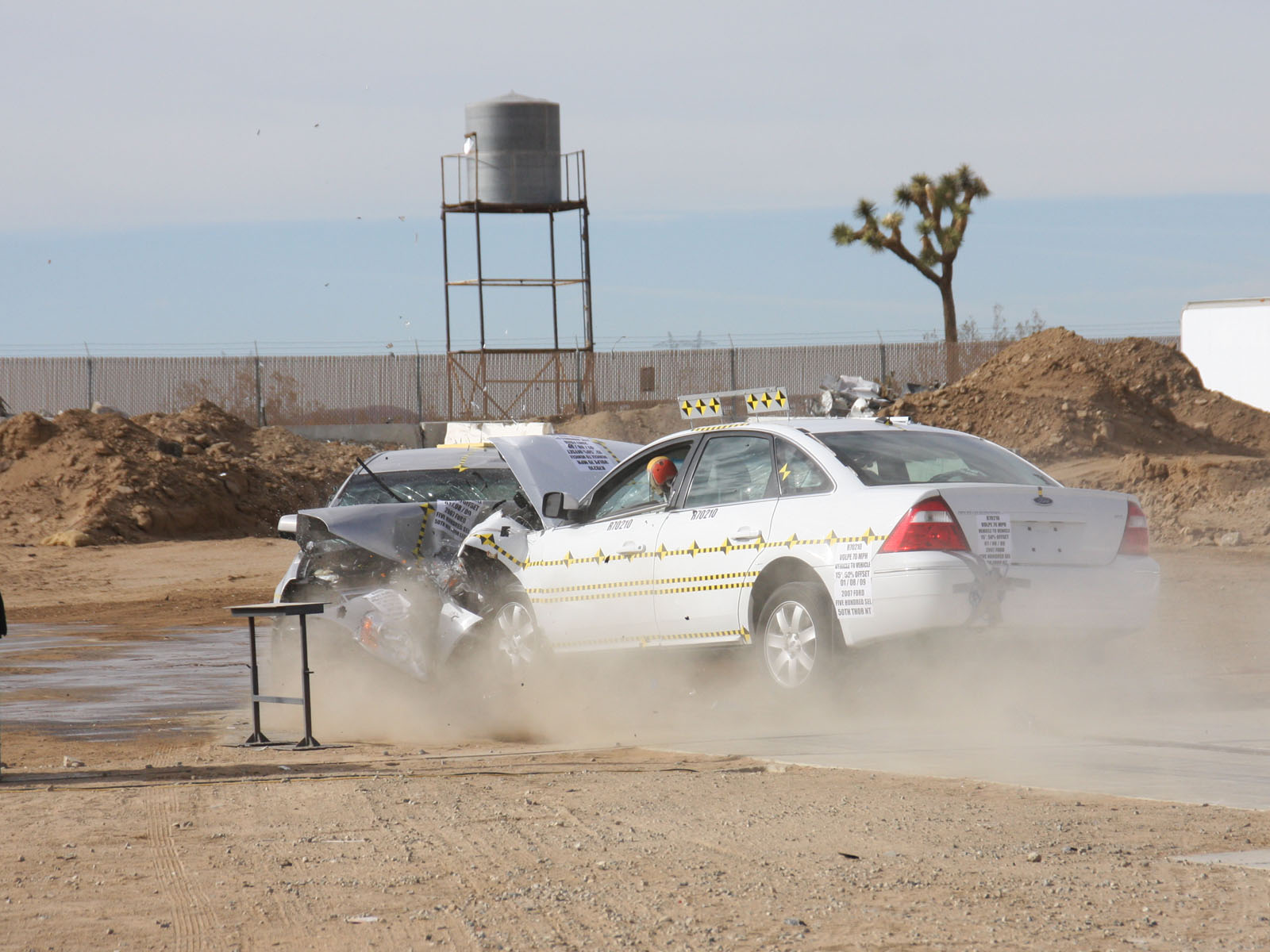
Prueba de choque de investigación de la NHTSA que involucró a dos Ford Five Hundred.

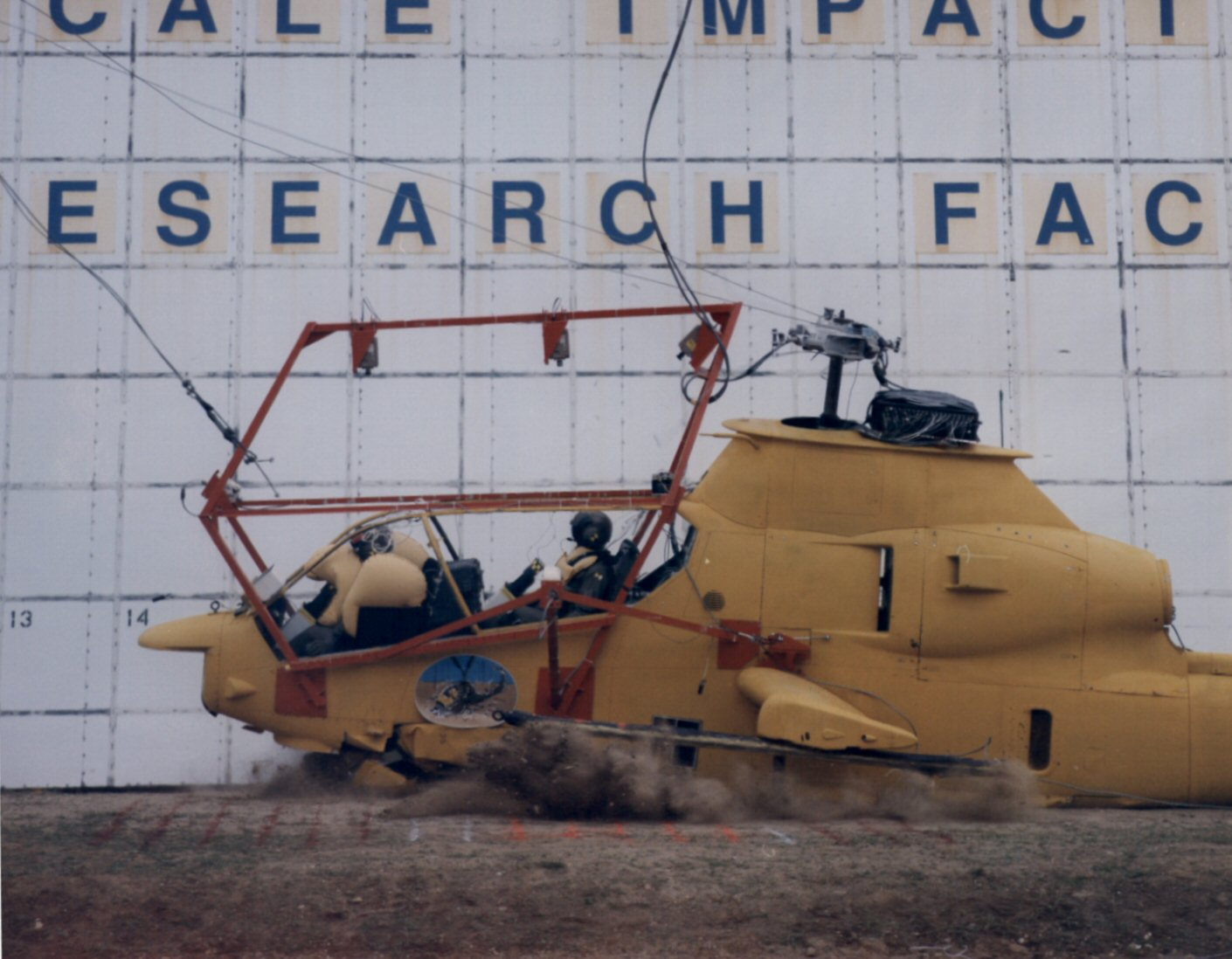
Prueba de choque a gran escala de varias tecnologías de bolsas de aire en un helicóptero AH-1G (Mod).

Una prueba de choque o crash test es una forma de prueba destructiva que generalmente se realiza para garantizar estándares de diseño seguros en cuanto a resistencia a los choques y compatibilidad con choques para varios modos de transporte (ver seguridad del automóvil) o sistemas y componentes relacionados. 

## Tipos
- Pruebas de impacto frontal: es lo que la mayoría de la gente piensa inicialmente cuando se les pregunta sobre una prueba de choque. Los vehículos generalmente impactan contra un muro de concreto sólido a una velocidad específica, pero también pueden ser pruebas de vehículos impactando entre sí. Los SUV se han destacado en estas pruebas durante un tiempo debido a la gran altura de conducción que suelen tener.
- Pruebas de superposición moderada: en las que solo una parte de la parte delantera del coche impacta con una barrera (vehículo). Estos son importantes, ya que las fuerzas de impacto siguen siendo las mismas (aproximadamente) que con una prueba de impacto frontal pero se requiere una fracción más pequeña del automóvil para absorber toda la fuerza. Estas pruebas a menudo las realizan los automóviles que giran hacia el tráfico que se aproxima. Este tipo de pruebas las realizan el Instituto de Seguros de Estados Unidos para la seguridad en las carreteras (IIHS, por sus siglas en inglés), EuroNCAP, el Programa de Evaluación de Automóviles Nuevos de Australasia (ANCAP) y la ASEAN NCAP.
- Pruebas de superposición pequeña: aquí es donde solo una pequeña porción de la estructura del automóvil golpea un objeto como un poste o un árbol. Esta es la prueba más exigente porque carga la mayor fuerza sobre la estructura del automóvil a cualquier velocidad dada. Por lo general, se realizan en el 15-20% de la estructura delantera del vehículo.
- Pruebas de impacto lateral : estas formas de accidentes tienen una probabilidad muy significativa de muerte, ya que los automóviles no tienen una zona de deformación significativa para absorber las fuerzas del impacto antes de que un o una ocupante se lesione.
- Pruebas de impacto de poste: una prueba difícil que ejerce una gran cantidad de fuerza sobre una pequeña proporción en el costado del vehículo.
- Pruebas roll-over: que pone a prueba la capacidad de un coche (específicamente los pilares que sostienen el techo) para apoyar a sí mismo en un impacto dinámico. Más recientemente, se han propuesto pruebas de vuelco dinámico en lugar de pruebas de aplastamiento estático (video).[1]
- Pruebas de choque de hardware en la carretera : se utilizan para garantizar que las barreras y los cojines de choque protegerán a los ocupantes del vehículo de los peligros en la carretera, y también para garantizar que las barandillas, postes de señalización, postes de luz y accesorios similares no representen un peligro indebido para los ocupantes del vehículo.
- Viejo versus nuevo : a menudo, un automóvil viejo y grande contra un automóvil pequeño y nuevo,[2][3] o dos generaciones diferentes del mismo modelo de automóvil. Estas pruebas se realizan para mostrar los avances en la capacidad de choque. [cita requerida]
- Modelo de computadora : debido al costo de las pruebas de choque a gran escala, los ingenieros a menudo ejecutan muchas pruebas de choque simuladas utilizando modelos de computadora para refinar los diseños de sus vehículos o barreras antes de realizar pruebas en vivo.
- Prueba de trineo : una forma rentable de probar componentes como bolsas de aire y cinturones de seguridad es realizar pruebas de choque de trineo. Los dos tipos más comunes de sistemas de trineos son los trineos de disparo inverso que se disparan desde un punto muerto y los trineos de desaceleración que se aceleran desde un punto de partida y se detienen en el área del choque con un ariete hidráulico. También se puede utilizar para evaluar la protección contra latigazo cervical del asiento de un vehículo.